# Kathumar
Kathumar är en ort i Indien.   Den ligger i distriktet Alwar och delstaten Rajasthan, i den norra delen av landet, 150 km söder om huvudstaden New Delhi. Kathumar ligger 214 meter över havet och antalet invånare är 10 086.
Terrängen runt Kathumar är mycket platt. Runt Kathumar är det tätbefolkat, med 397 invånare per kvadratkilometer. Närmaste större samhälle är Nagar, 11,8 km norr om Kathumar. Trakten runt Kathumar består till största delen av jordbruksmark.